# العلاقات الكندية المالية
العلاقات الكندية المالية هي العلاقات الثنائية التي تجمع بين كندا ومالي.

## مقارنة بين البلدين
هذه مقارنة عامة ومرجعية للدولتين:
| وجه المقارنة                                              | كندا                     | مالي            |
| --------------------------------------------------------- | ------------------------ | --------------- |
| المساحة (كم2)                                             | 9.98 مليون               | 1.24 مليون      |
| عدد السكان (نسمة)                                         | 35.70 مليون              | 18.54 مليون     |
| الكثافة السكانية (ن./كم²)                                 | 3.58                     | 14.95           |
| العاصمة                                                   | أوتاوا                   | باماكو          |
| اللغة الرسمية                                             | لغة إنجليزية، لغة فرنسية | لغة فرنسية      |
| العملة                                                    | دولار كندي               | فرنك غرب أفريقي |
| الناتج المحلي الإجمالي (بليون دولار)                      | 1.65 تريليون             | 15.29 مليار     |
| الناتج المحلي الإجمالي (تعادل القوة الشرائية) بليون دولار | 1.59 تريليون             | 35.69 مليار     |
| الناتج المحلي الإجمالي الاسمي للفرد دولار أمريكي          | 43.25 ألف                | 724             |
| الناتج المحلي الإجمالي للفرد دولار أمريكي                 | 45.07 ألف                | 1.60 ألف        |
| مؤشر التنمية البشرية                                      | 0.913                    | 0.419           |
| رمز المكالمات الدولي                                      | +1                       | +223            |
| رمز الإنترنت                                              | .ca                      | .ml             |
| المنطقة الزمنية                                           |                          | 00              |

## منظمات دولية مشتركة
يشترك البلدان في عضوية مجموعة من المنظمات الدولية، منها:
| علم المنظمة | اسم المنظمة                               | تاريخ انضمام كندا | تاريخ انضمام مالي |
| ----------- | ----------------------------------------- | ----------------- | ----------------- |
|             | منظمة التجارة العالمية                    | ?                 | ?                 |
|             | الاتحاد الدولي للاتصالات                  | 1 يوليو 1908      | 21 أكتوبر 1960    |
|             | المركز الدولي لتسوية المنازعات الاستشارية | 1 ديسمبر 2013     | 2 فبراير 1978     |
|             | مؤسسة التنمية الدولية                     | 24 سبتمبر 1960    | 27 سبتمبر 1963    |
|             | منظمة حظر الأسلحة الكيميائية              | ?                 | ?                 |
|             | يونسكو                                    | 4 نوفمبر 1946     | 7 نوفمبر 1960     |
|             | الأمم المتحدة                             | 9 نوفمبر 1945     | 28 سبتمبر 1960    |
|             | وكالة ضمان الاستثمار متعدد الأطراف        | 12 أبريل 1988     | 22 أكتوبر 1992    |
|             | البنك الدولي للإنشاء والتعمير             | 27 ديسمبر 1945    | 27 سبتمبر 1963    |
|             | البنك الإفريقي للتنمية                    | ?                 | ?                 |
|             | الاتحاد البريدي العالمي                   | ?                 | ?                 |
|             | مؤسسة التمويل الدولية                     | 20 يوليو 1956     | 9 مايو 1978       |
|             | منظمة الشرطة الجنائية الدولية             | ?                 | ?                 |
|             | الفريق المعني برصد الأرض                  | ?                 | ?                 |

## وصلات خارجية
- موقع وزارة الخارجية الكندية